# Гума (историческая область)
Гума — одна из семи исторических областей Абхазии, о которой напоминает одна из семи звёзд на Флаге Республики Абхазия, место проживания гумских абхазов.

## Расположение
До 1864 года была расположена на большей части территории современного Сухумского и частично Гулрыпшского района Абхазии. Бассейн и верховья реки Гумиста.

## История и исторические центры
Область, как и местное абхазское население, скорее всего, получила своё название ещё в древности, по названию реки — Гумста (современное — Гумиста).
Гумцы проживали в Сухуми и в нескольких селениях, из которых до настоящего времени сохранились сведения о нижеследующих:
- село Эшера
- село Ачадара
- село Верхний Яштух (Яштхуа)- на горе Яштух
- село Нижний Яштух — у подножья горы Яштух — здесь найдена самая древняя и крупнейшая стоянка человека на территории бывшего СССР, а также здесь есть Михайловское кладбище, действующая церковь Преображения (один зал)
- село Гума (второе наименование Шрома), расположено рядом с горой Гумбиха — сейчас село брошено и пустует.
- село Команы — на западном течении реки Гумиста, между горами Яштух и Бырцха, в 15 километрах от Сухума. Исторической науке известно, что в 308 году Василиск Команский принял здесь мученическую смерть, а также здесь окончил свои дни Иоанн Златоуст. Недалеко от села — есть часовня святого Василиска и источник его имени. Сохранились руины женского Василиско-Златоустовского монастыря, построенного в 1898 году. Недалеко находится храм в честь Иоанна Златоуста, построенный в 1991 году на руинах другого древнего храма, датируемого учеными XI веком.